# 松林悟
松林 悟（まつばやし さとる、1983年1月2日 - ）は、日本の男性漫画家。東京都町田市在住。日本大学法学部卒。
デビュー当時から現在まで一貫して、ロリコンをテーマにしたギャグ漫画を描いている。

## 作品リスト

### 連載
- ロリコンフェニックス （富士見書房『月刊ドラゴンエイジ』2006年6月号 - 2008年4月号。角川コミックスドラゴンJr.）
  - ロリコンフェニックス B・L （月刊ドラゴンエイジ2008年5月号 - 2009年1月号） - 「ロリコンフェニックス新食感」として単行本化
- 松林悟のゲームびより（富士見書房『月刊ドラゴンエイジ』2007年6月号 - 2008年4月号、2009年2月号、未単行本化)
- エアってコンバイン！（角川書店『エースアサルト』2008年夏号 - 2009年春号、全4話、未単行本化）
- おとぎの国のいちごヒロイン童話集＋（秋田書店『チャンピオンREDいちご』Vol.8 - Vol.18） - 名作童話の松林流解釈によるロリコンパロディギャグ漫画。連載時には正式シリーズ名称が無かったが本タイトルで単行本化。後述のたかみち作画の「魔法少女まちっこ」も収録。
- 間違ったラノベの作り方（角川書店『ヤングエース 』Vol.1 - Vol.9）
- 廃人様のエンドコンテンツ（角川書店『ヤングエース』2010年7月号 - 2011年3月号）
- 紳士なミーツガール（COMICすもも（双葉社）Vol.1 - Vol.8）
- これはゾンビですか? いいえ、ってかコレ誰!?（角川書店『4コマnanoエース』Vol.1 - Vol.10、『月刊少年エース』2012年4月号、富士見書房『ドラゴンマガジン』」2012年1月号、5月号）
- モエ・ハンっ！（角川書店『ヤングエース』2011年6月号 - 2012年2月号）
- 魔王さまのペロペロ計画（角川書店『ヤングエース』2012年5月号 - 2013年1月号）
- ろりっ娘島（双葉社『COMICすもも』 Vol.11 - Vol.16、『コミックハイ!』2013年6月号 - 同年10月号（隔月連載））
- 裸マントの論理的裁判（角川書店『ヤングエース』2014年2月号 - 2014年7月号、未単行本化）
- 漫画家先輩 （月刊ドラゴンエイジ2014年9月号 - 2016年2月号、うち2015年6月号分以後は未単行本化、2015年1月号分は電子書籍版のみ収録）

### 読切
- 月刊少年エース
  - アラBigヤマト （2006年2月号）
  - 不思議な国のアリス （2006年3月号）
  - フィギュア・愛 （2006年4月号）
  - 自宅でアトランティス （2007年4月号）
- エースアサルト
  - ラブおまっ! （2007年夏号）
  - 制服ペンギン （2007年冬号）
  - ラフウサギ （2008年春号）
- ドラゴンエイジ
  - 号外! 外録FTF（2006年8月号）
  - 王様の征くがまま!!（2009年6月号）
  - 超理論法廷（2009年10月号）
  - トリニティセブンコミック劇場（2016年2月号）
- チャンピオンREDいちご
  - ロリータヤンキー 一乃（Vol.19）
  - とある未来の陰陽術師（Vol.20,21）
  - 魔法少女まちっこ（Vol.21） - 原作を担当、作画はたかみち

- コンプエース
  - まおゆう魔王勇者コミックアラカルト（2013年3月号）

- ヤングエース
  - 寿司マン（2013年5月号）
  - 恋する魔法生物タマオ（2013年8月号）